# 李萬建
李萬建（리만건，1945年—），北韓政治家，曾任職平安北道黨委員會責任書記、朝鮮勞動黨中央委員會中央委員和最高人民會議代議員。現任北韓國務委員會委員兼朝鮮勞動黨中央委員會組織指導部部長。據報導，他是最高領導人金正恩的親信。

## 生平
李萬建在2010年接替金平海出任平安北道的黨委員會的責任書記。同年，他成為黨中央委員會的中央委員。之後，他開始替金正恩肅清金平海和其手下，因此李萬建被解讀為金正恩的親信。2011年12月，最高領導人金正日離世，李萬建被承任人金正恩列為治喪委員會的成員。2014年3月，他首次當選為最高人民會議的代議員。2019年12月，被免去黨中央委員會中央委員職務。

## 資料來源
1. 1 2  "肃清30名平北干部是李万建与金正恩的共同作品" （页面存档备份，存于） Daily NK 2011 10 5
2. 1 2 3  .   [2014-04-12]. （原始内容存档于2019-06-09）.